# Walding
Walding is een gemeente in de Oostenrijkse deelstaat Opper-Oostenrijk, gelegen in het district Urfahr-Umgebung. De gemeente heeft ongeveer 3800 inwoners.

## Geografie
Walding heeft een oppervlakte van 15 km². De gemeente ligt in het noorden van de deelstaat Opper-Oostenrijk, in het noorden van Oostenrijk. De gemeente ligt ten noorden van de stad Linz en ten zuiden van de grens met Tsjechië.
Alberndorf in der Riedmark · Altenberg bei Linz · Bad Leonfelden · Eidenberg · Engerwitzdorf · Feldkirchen an der Donau · Gallneukirchen · Goldwörth · Gramastetten · Haibach im Mühlkreis · Hellmonsödt · Herzogsdorf · Kirchschlag bei Linz · Lichtenberg · Oberneukirchen · Ottenschlag im Mühlkreis · Ottensheim · Puchenau · Reichenau im Mühlkreis · Reichenthal · Schenkenfelden · Sonnberg im Mühlkreis · Sankt Gotthard im Mühlkreis · Steyregg · Vorderweißenbach · Walding · Zwettl an der Rodl
- Gemeinsame Normdatei: 4314392-1
- MusicBrainz: 2ef6fd62-febc-42aa-93ac-f4d0a2cda3fb
- Virtual International Authority File: 245132831